# Vincent-Pyramide
Die Vincent-Pyramide (walserdeutsch Vincentpiamid; italienisch Piramide Vincent, französisch Pyramide Vincent) ist ein 4215 m hoher Gipfel im südlichen Teil des Monte Rosa. Sie liegt knapp einen Kilometer südlich der italienisch-schweizerischen Grenze. Über dem Gipfel verläuft die Grenze zwischen Aostatal und Piemont. Der höchste Punkt der Pyramide bildet den östlichsten Punkt des Lysgletschers und südöstlich unterhalb verläuft in südwestlicher Ausrichtung der Indrengletscher. Sie wurde am 5. August 1819 durch Johann Nikolaus Vincent (* 1785 in Gressoney-Saint-Jean; † 1865 in Konstanz) einem erfolgreichen Seidenhändler und Kunstsammler, erstbestiegen, nach ihm wurde der Gipfel benannt. Südöstlich der Vincent-Pyramide befindet sich mit dem Felsen Punta Giordani (4046 m) ein weiterer 'offizieller' Viertausender nach UIAA.

## Routen
Der Gipfel ist am schnellsten (etwa 2–2½ Stunden) und einfachsten von der Gnifettihütte (3647 m s.l.m.) aus zu erreichen, von der etwas unterhalb gelegenen Rifugio Città di Mantova in etwa 2½-3 Stunden. Von hier aus über den relativ leicht ansteigenden Garstelet-Gletscher bis auf das Hochplateau mit dem Verbindungsgrat zum nördlich gelegenen Balmenhorn bzw. Schwarzhorn.